# Astra A-75
L'Astra A-75 est un pistolet semi-automatique double action qui fut fabriqué par Esperanza y Unceta de 1993 à 1995.

## Technique
Basé sur l'Astra A-80, son mécanisme est inspiré de celui du Browning GP, mais en double action. Plusieurs dispositifs de sécurité empêchent une mise à feu accidentelle. En premier lieu, le percuteur est en permanence verrouillé par un piston, qui ne peut être dégagé que par une pression sur la queue de détente. Ce système empêche un tir involontaire lié à un rabattement accidentel du chien quand il est armé. En second lieu, un levier de désarmement situé du côté gauche permet de neutraliser le chien : lorsque ce levier est pressé le chien et le percuteur sont désalignés, ce qui empêche le tir même en cas d’action sur la queue de détente.

## Variantes espagnoles
- A-75 : version à carcasse en acier.
- A-75L : version à carcasse en alliage léger ramenant la masse à vide du PA à seulement 760g.

## Versions sud-africaines
- RAP-401: calibre 9 mm Para. Carcasse en acier. Arme de service de Police sud-africaine.
- RAP-440 : version en .40 S&W vendue aux citoyens.

## Sources
- (en) Ian Hogg et Rob Adam, Jane's Guns Recognition Guide, Italie, HarperCollins, 1996, 1re éd., 512 p. (ISBN 978-0-00-470979-6)
- R. Caranta, Pistolets & Révolvers d'aujourd'hui, 5 tomes, Crépin-Leblond, 1998-2009.